# 舘使寺
舘使寺 (ベトナム語: Chùa Quán Sứ, Hán Nôm:寺舘使)はベトナム社会主義共和国ハノイ市に位置する仏教寺院である。同寺にはベトナム仏教教会の本部が設置されている。

## 歴史
舘使寺は15世紀、後黎朝により建立された。『皇黎一統志』によると、後黎朝の第15第皇帝世宗（諱：黎維潭、在位1573年-1599年）は首都昇龍（現ハノイ）にチャンパ王国、ラーンサーン王国の使者を迎える施設「舘使」の建設を命じたが、それらの使者がいずれも仏教徒であったため寺を併設した。現在では舘使は消失し、寺のみが残っている。

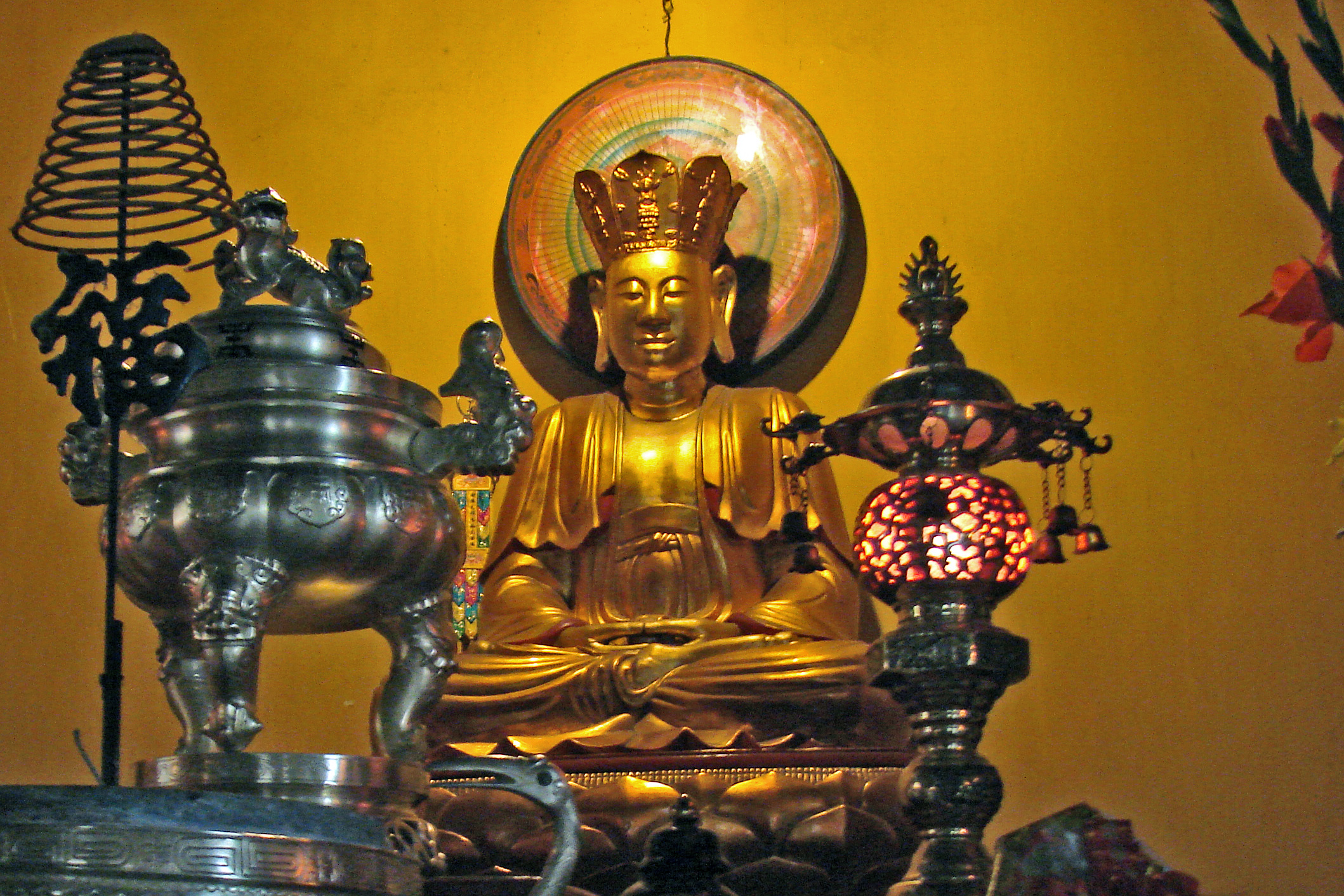
仏壇
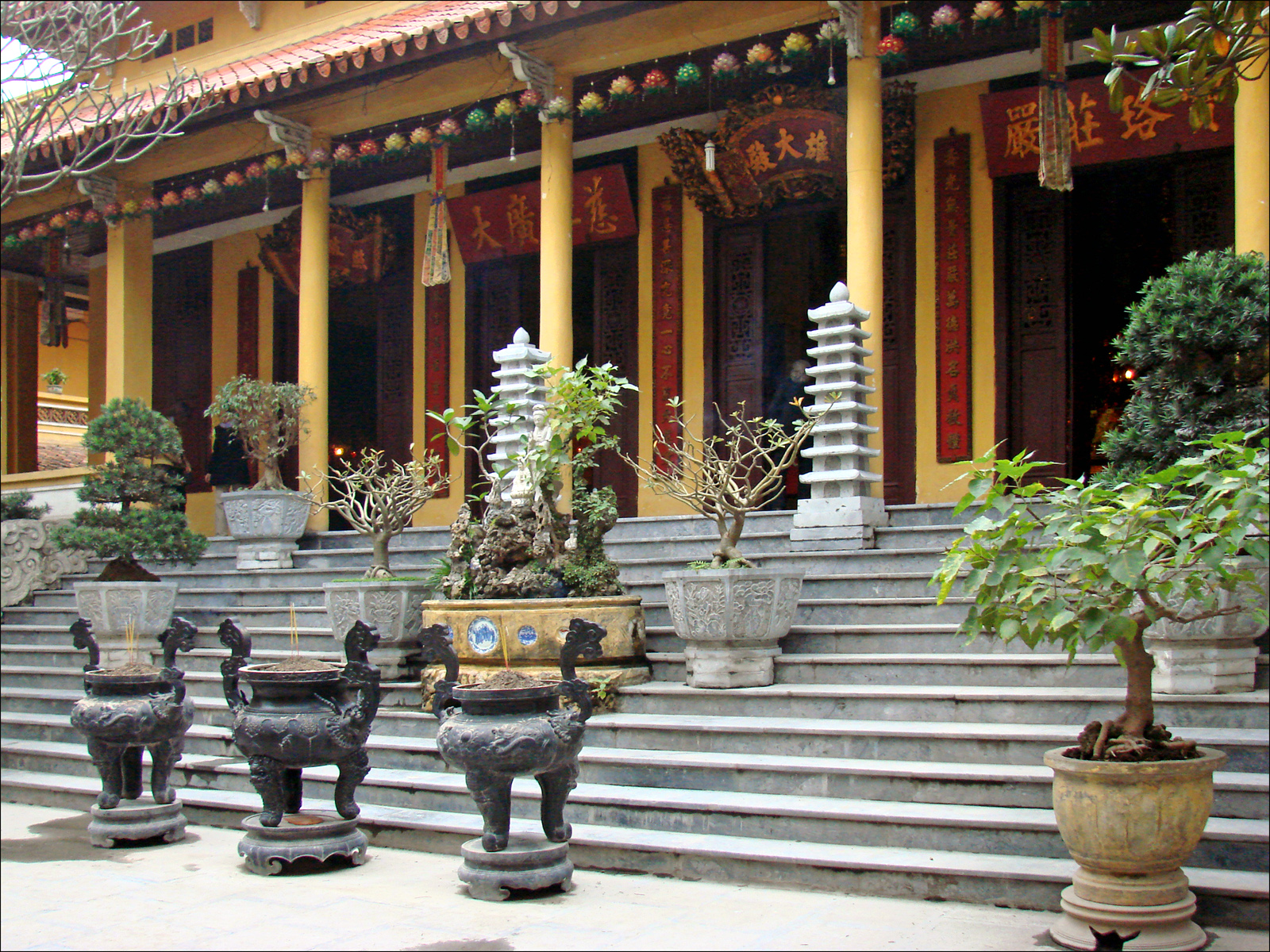
本堂前

## 参照
1. ↑  Addresses of units of the Buddhist Sangha of Vietnam (in Vietnamese)